# Szutta-pitaka
A Szutta-pitaka (szuttapiṭaka; vagy Szuttanta Pitaka; szanszkrit: सूत्र पिटक – Sūtra Piṭaka) a páli kánonhoz tartozó Tipitaka második része. A théraváda buddhizmus szövegei közé tartozó Szutta-pitaka több mint tízezer szútrát (tanítás) tartalmaz, amelyeket a történelmi Buddhának vagy az ő tanítványainak tulajdonítanak.

## Eredete
Az írások elbeszélik, hogy a Buddha halálát követő első buddhista tanácskozáson összegyűjtötték a fegyelmi (vinaja) és a dharma tanításokat öt gyűjteménybe. A hagyomány szerint ezután már nagyon keveset tettek hozzá a kánonhoz. A tudósok azonban – eltérő mértékben – kétkedőek ezzel kapcsolatban. Richard Gombrich indológus szerint az első négy nikája legnagyobb részének tartalma egészen Buddháig nyúlik vissza, a formája azonban nem. A néhai Hirakawa Akira professzor szerint az első buddhista tanács csupán rövid prózai részeket és verseket szedett össze, amelyek kifejezik a tanok fontosságát és ezeket csak a következő évszázadban bővítették ki részletes szútrákká.

## Tartalom
A szuttákban öt nikája (gyűjtemény) található:
1. Dígha-nikája, a hosszú párbeszédek gyűjteménye. Ez három "vaggára" van osztva: A tudatosság alapjának hosszú beszéde (Szílakkhandha Vagga), Az elmélyülésben töltött élet gyümölcsei (Mahá Vagga) és A Buddha utolsó napjai (Pátika Vagga). Ebben a nikájában 34 hosszú szutta van.
2. Maddzshima-nikája, a közép-hosszú párbeszédek gyűjteménye. Tematikailag ez a gyűjtemény sokkal változatosabb az előzőnél. A tanítások egy része kerettörténetbe van beágyazva. Összesen 152 közepes hosszúságú beszéd van ebben a nikájában. Ezek közé tartozik a Tettek magyarázata, A légzés tudatossága és A test tudatossága.
3. Szamjutta-nikája, társított gyűjtemény. Egyes számítások szerint 2 889 (de a magyarázó szövegek szerint 7 762) rövid szutta szerepel ebben a nikájában. Ezeket 56 csoportba osztották.
4. Anguttara-nikája, sorjázott gyűjtemény. Ebben a gyűjteményben a darabokat mindig a bennük domináló szám szerint rendszerezték. 9 565 rövid szútrát tartalmaz 1-11-ig számozva, ezeket nipátának nevezik.
5. Khuddaka-nikája, a rövid gyűjtemény. Ez egy vegyes gyűjtemény, amelyekben megtalálhatóak tanok, költemények és ceremóniák. A kiadásonként változik a tartalmuk. A thai kiadás 15, a szingaléz 17, a burmai 18 részből áll.

## Angol nyelvű fordítások
Az első négy nikáját és az ötödik több mint felét lefordíttatta a Páli Szöveg társaság (Pali Text Society). Az első négyet a Wisdom Publications kiadó is lefordíttatta.
Válogatások (amelyekben legalább két nikája megtalálható):
- Buddhist Suttas, ed & tr T. W. Rhys Davids, Sacred Books of the East, volume XI, Clarendon/Oxford, 1881; a Motilal Banarsidass, Delhi (& ?Dover, New York) újból kinyomtatta
- The Word of the Buddha, ed & tr Nyanatiloka, 1935
- Early Buddhist Poetry, ed I. B. Horner, Ananda Semage, Colombo, 1963
- The Book of Protection, tr Piyadassi, Buddhist Publication Society, Kandy, Sri Lanka, 1981; A paritta fordításai
- In the Buddha's Words, ed & tr Bodhi, Wisdom Pubns, 2005
- Early Buddhist Discourses, ed & tr John J. Holder, 2006
- Sayings of the Buddha, ed & tr Rupert Gethin, Oxford University Press, 2008
- Basic Teachings of the Buddha, ed & tr Glenn Wallis, New York: Random House, 2007

## Magyarul
- Fejezetek a Páli Kánonból. Szutta Pitaka a Buddha tanításainak gyűjteménye. V. rész Khuddaka-nikája; összeáll., ford. Ermesz Csaba; Farkas Lőrinc Imre, Bp., 2009